# Aurel Vlădoiu
Aurel Vlădoiu (27 ianuarie 1948, Amărăști, județul Vâlcea, România - 27 iulie 2015) a fost un politician român, membru al Parlamentului României.